# Bílí Tygři Liberec

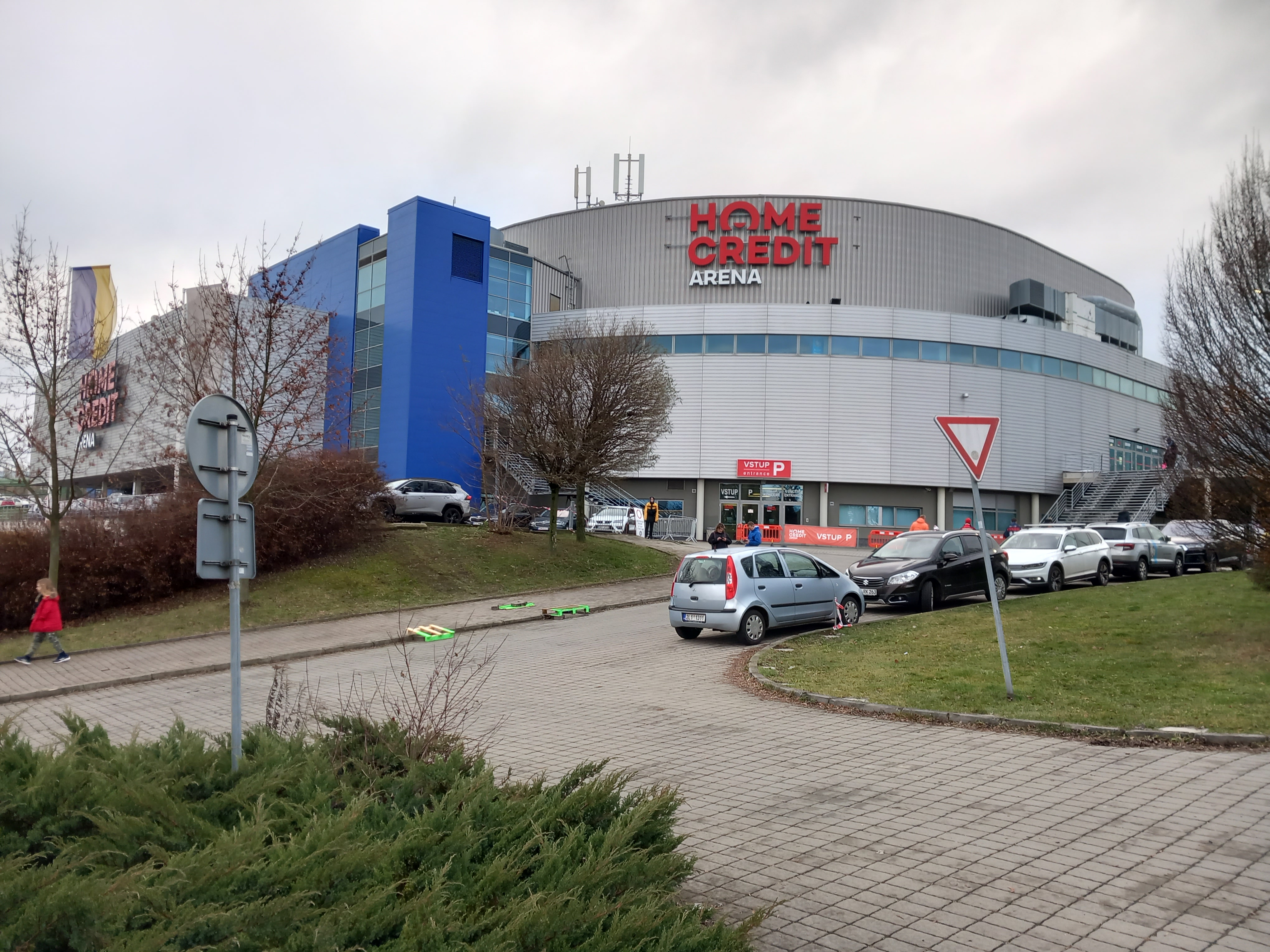
Home Credit Arena

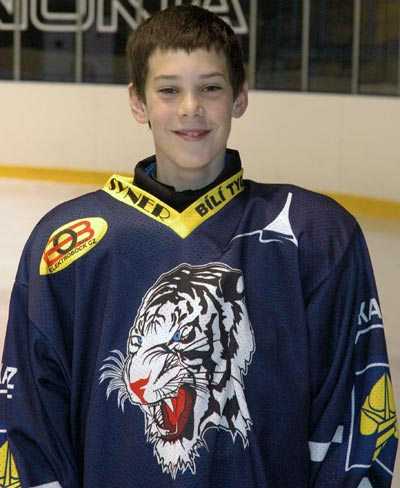
Dres libereckých hokejistů

Bílí Tygři Liberec je český klub ledního hokeje, který sídlí v Liberci v Libereckém kraji. Založen byl v roce 1956 pod názvem TJ Lokomotiva Liberec. Svůj současný název nese od roku 2000. V sezóně 2015/16 získal Liberec svůj historicky první titul mistra České republiky. Od sezóny 2002/03 působí v Extralize, české nejvyšší soutěži ledního hokeje. Klubové barvy jsou modrá a bílá. Domácí zápasy klub odehrává v Home Credit Areně s kapacitou 7 500 diváků.

## Historie
Klub vznikl na severu Čech v roce 1934. Prvním předsedou klubu se stal Karel Novotný. Tento muž stál i u toho, když se pro klub vybíral název. Nakonec se odsouhlasil SK Rapid Horní Růžodol. Činnost klubu byla na několik let přerušena, postup do divize překazila okupace a následně druhá světová válka. Po této válce se zrodily 3 oddíly: Rapid, Slavia a SNB, ze kterých se pak staly dva, a to Jiskra Kolora a Tatran.
V roce 1956 se v Liberci postavil nový Zimní stadion a tak se kluby dohodly na sloučení a změně názvu na Lokomotiva Liberec. Od roku 1961 nesl klub název Stadion Liberec.
V roce 1970 si klub přidal do názvu písmenka PS. Od roku 1985 se úroveň dospělého libereckého hokeje začala snižovat. Dlouhodobě hráli Bílí Tygři až ve třetí nejvyšší soutěži. V roce 1994 přišla do týmu sponzorská posila, stavební firma Syner. Klub se jeho zásluhou dokázal zvednout a hned v roce 1995 postoupil do 1. ligy. Ještě je čekal jeden velký cíl. Postup do Extraligy ledního hokeje ČR.
Na přelomu tisíciletí se ze strany vedení i sponzorů zvedla snaha o zavedení nové image klubu. dne 21. 8. 2000 byla odsouhlasena změna názvu a s tím i spousta dalších věcí (např. loga, dresů, vedení, způsobu hry aj.)
5. října 2010 se jako první český hokejový klub střetl na domácím ledě s týmem z NHL, konkrétně v přípravném zápase s Boston Bruins.

### Sezóna 2000/2001
Liberec si vybojoval po základní části 2. místo a postup do play-off 1. ligy. Nejprve ve čtvrtfinále vyhráli nad Berounem sérii hranou na 3 vítězství 3:1, v semifinále si poradili s Jihlavou 3:2, ale ve finále jasně podlehli po zápasech 4:5pp, 2:5 a 1:2 a v sérii 0:3 hokejovému týmu Chomutova. Tým obsadil 2. místo

### Sezóna 2001/2002
Liberec skončil po základní části 1. ligy na prvním místě. V play-off se přes Kadaň, Chomutov a Jihlavu probojoval až k baráži o nejvyšší hokejovou soutěž, ve které zdolal Kladno 3:1 na zápasy a postoupil mezi nejlepších 14 hokejových celků České republiky.

### Sezóna 2004/2005
V tomto roce se za mořem nehrála NHL, a proto byla česká extraliga obohacena o mnoho hráčů, kteří se na jednu sezonu vrátili domů. Do Liberce před sezonou přišel Milan Hnilička a na roční hostování ze zámoří přišli také Jiří Fischer, Radim Vrbata, Aleš Kotalík, Václav Nedorost a Jaroslav Modrý. Také díky nim se Liberec po základní části umístil na 5. místě, což znamenalo premiérovou účast v play-off extraligy. V něm Bílí Tygři ve čtvrtfinále zdolali favorizovanou Slavii Praha 4:3 na zápasy. V semifinále narazili na Pardubice, které zdolaly Liberec 4:1 na zápasy. V celkovém umístění skončil Liberec na třetím místě.

### Sezóna 2015/2016
Tato sezóna byla klíčová pro historii i budoucnost klubu. Během ní totiž liberečtí hráči zásadně změnili způsob hry. Hlavní podíl na tom měl trenér a sportovní manažer v jedné osobě Filip Pešán, který se do týmu po letech vrátil na jeden z nejvyšších postů. Celou základní část se Bílí Tygři drželi na čele tabulky zakončily ji se ziskem 118 bodů což je v celé historii soutěže nejvíce a svou absolutní dominanci potvrdili i v play off, kterým prošli se ztrátou pouhých dvou zápasů a to až ve finále s týmem HC Sparta Praha. V posledním finálovém zápase Liberec zvítězil v prodloužení a získal historicky první titul extraligového mistra.

### Sezóna 2016/2017
Byla to první sezóna, kdy Liberec obhajoval titul. Základní část soutěže se libereckým podařilo ovládnout již v 51. kole. Liberec postoupil rovnou do čtvrtfinále, kde narazil na Plzeň, se kterou vyhrál 4:2 na sérii. S stejným poměrem vyřadili Bílí Tygři i Chomutov v semifinále. Ve finále však Liberec prohrál s Kometou Brno 0:4 na zápasy a tím skončil na celkovém 2. místě.

### Sezóna 2017/2018
V základní části skončil Liberec až na sedmém místě a musel do předkola play-off. Sérii se Spartou Praha vyhrál 3:0, ale ve čtvrtfinále jej vyřadil Mountfield HK v sedmém zápase (série 4:3). Celkové umístění tedy bylo 7. místo.

### Sezóna 2018/2019
Po dvou letech Liberec opět získal vítězství ve vyrovnané základní části: první 3 týmy dělily pouhé tři body. V play-off si poradil s BK Mladá Boleslav (4:1) i s Kometou Brno (4:2), ale finálový boj byl neúspěšný. S Třincem prohrál sérii 2:4 a získal stříbrné medaile.

### Sezóna 2019/2020
Výborně rozjetou sezónu, kdy liberečtí dokázali obhájit vítězství v základní části zastavila pandemie covidu-19 a play-off se nedohrálo. Titul mistra ČR nebyl udělen.

### Sezóna 2020/2021
Bílí Tygři po úspěšné základní části (4. místo) dokázali dokráčet až do finále: čtvrtfinále 4:0 na zápasy s Mountfieldem HK a semifinále 4:3 proti vítězi základní části ze Sparty. Titul ale nezískali, po sérii 1:4 jej získali Oceláři Třinec a na Liberec zbylo stříbro.

### Sezóna 2021/2022
Po základní části byli hokejisté Liberce "až" sedmí, v předkole si poradili s Kometou Brno 3:2 na zápasy, ale ve čtvrtfinále už byla Sparta Praha nad jejich síly a po sérii 1:4 obsadili celkové sedmé místo.

### Sezóna 2022/2023
Po pátém místě v základní části nejprve Bílí Tygři vyřadili v předkole dvanáctou Plzeň až v prodloužení pátého zápasu (série 3:2). Ve čtvrtfinále pak nestačili na budoucího finalistu Mountfield HK, prohráli 1:4 na zápasy a obsadili konečné 6. místo.

### Sezóna 2023/2024
Po sedmém místě v základní části nejprve Bílí Tygři vyřadili v předkole desátou Olomouc v pátém zápase (série 3:2). Ve čtvrtfinále pak nestačili na tým Sparty Praha, prohráli 0:4 na zápasy a obsadili konečné 7. místo.

## Historické názvy
Zdroj: 
- 1956 – TJ Lokomotiva Liberec (Tělovýchovná jednota Lokomotiva Liberec)
- 1961 – TJ Stadion Liberec (Tělovýchovná jednota Stadion Liberec)
- 1970 – TJ PS Stadion Liberec (Tělovýchovná jednota Pozemní stavby Stadion Liberec)
- 1990 – HC Stadion Liberec (Hockey Club Stadion Liberec)
- 1994 – HC Liberec (Hockey Club Liberec)
- 2000 – Bílí Tygři Liberec

## Statistiky

### Přehled ligové účasti
Stručný přehled
Zdroj: 
- 1956–1957: Oblastní soutěž – sk. E (3. ligová úroveň v Československu)
- 1957–1958: Oblastní soutěž – sk. C (3. ligová úroveň v Československu)
- 1958–1959: 2. liga – sk. A (2. ligová úroveň v Československu)
- 1959–1960: Oblastní soutěž – sk. B (3. ligová úroveň v Československu)
- 1960–1963: 2. liga – sk. A (2. ligová úroveň v Československu)
- 1963–1966: 2. liga – sk. B (2. ligová úroveň v Československu)
- 1966–1968: Severočeský krajský přebor (3. ligová úroveň v Československu)
- 1968–1969: 2. liga – sk. A (2. ligová úroveň v Československu)
- 1969–1973: 1. ČNHL – sk. A (2. ligová úroveň v Československu)
- 1973–1979: 1. ČNHL (2. ligová úroveň v Československu)
- 1979–1983: 1. ČNHL – sk. A (2. ligová úroveň v Československu)
- 1983–1985: 2. ČNHL – sk. A (3. ligová úroveň v Československu)
- 1985–1986: 1. ČNHL (2. ligová úroveň v Československu)
- 1986–1987: 2. ČNHL – sk. A (3. ligová úroveň v Československu)
- 1987–1991: 2. ČNHL – sk. B (3. ligová úroveň v Československu)
- 1991–1993: 2. ČNHL – sk. C (3. ligová úroveň v Československu)
- 1993–1995: 2. liga – sk. Západ (3. ligová úroveň v České republice)
- 1995–2002: 1. liga (2. ligová úroveň v České republice)
- 2002– : Extraliga (1. ligová úroveň v České republice)

Jednotlivé ročníky
Zdroj: 
Legenda: červené podbarvení - sestup, zelené podbarvení - postup, fialové podbarvení - reorganizace, změna skupiny či soutěže
| Československo (1956 – 1993) |                         |        |    |     |                                                                  |          |             |
| Ročník                       | Soutěž                  | Úroveň | PK | ZČ  | Play-off                                                         | Cel. um. | Pozn.       |
| 1956/1957                    | Oblastní soutěž – sk. E | 3.     | 4  | 4.  |                                                                  | 4.       |             |
| 1957/1958                    | Oblastní soutěž – sk. C | 3.     | 5  | 1.  |                                                                  | 1.       | Postup      |
| 1958/1959                    | 2. liga – sk. A         | 2.     | 12 | 9.  |                                                                  | 9.       | Sestup      |
| 1959/1960                    | Oblastní soutěž – sk. B | 3.     | 6  | 1.  |                                                                  | 1.       | Postup      |
| 1960/1961                    | 2. liga – sk. A         | 2.     | 12 | 8.  |                                                                  | 8.       |             |
| 1961/1962                    | 2. liga – sk. A         | 2.     | 12 | 8.  |                                                                  | 8.       |             |
| 1962/1963                    | 2. liga – sk. A         | 2.     | 12 | 10. |                                                                  | 10.      |             |
| 1963/1964                    | 2. liga – sk. B         | 2.     | 8  | 7.  |                                                                  | 7.       |             |
| 1964/1965                    | 2. liga – sk. B         | 2.     | 8  | 5.  |                                                                  | 5.       |             |
| 1965/1966                    | 2. liga – sk. B         | 2.     | 8  | 8.  |                                                                  | 8.       | Sestup      |
| 1966/1967                    | Krajský přebor          | 3.     | –  | –   | –                                                                | –        |             |
| 1967/1968                    | Krajský přebor          | 3.     | –  | –   | –                                                                | –        | Postup      |
| 1968/1969                    | 2. liga – sk. A         | 2.     | 16 | 9.  |                                                                  | 9.       |             |
| 1969/1970                    | 1. ČNHL – sk. A         | 2.     | 16 | 12. |                                                                  | 12.      |             |
| 1970/1971                    | 1. ČNHL – sk. A         | 2.     | 16 | 11. |                                                                  | 11.      |             |
| 1971/1972                    | 1. ČNHL – sk. A         | 2.     | 16 | 7.  |                                                                  | 7.       |             |
| 1972/1973                    | 1. ČNHL – sk. A         | 2.     | 16 | 7.  |                                                                  | 7.       | Kvalifikace |
| 1973/1974                    | 1. ČNHL                 | 2.     | 12 | 6.  |                                                                  | 6.       |             |
| 1974/1975                    | 1. ČNHL                 | 2.     | 12 | 5.  |                                                                  | 5.       |             |
| 1975/1976                    | 1. ČNHL                 | 2.     | 12 | 9.  |                                                                  | 9.       |             |
| 1976/1977                    | 1. ČNHL                 | 2.     | 12 | 3.  |                                                                  | 3.       |             |
| 1977/1978                    | 1. ČNHL                 | 2.     | 12 | 4.  |                                                                  | 4.       |             |
| 1978/1979                    | 1. ČNHL                 | 2.     | 12 | 7.  |                                                                  | 7.       |             |
| 1979/1980                    | 1. ČNHL – sk. A         | 2.     | 12 | 4.  |                                                                  | 4.       |             |
| 1980/1981                    | 1. ČNHL – sk. A         | 2.     | 12 | 5.  |                                                                  | 5.       | Finále      |
| 1981/1982                    | 1. ČNHL – sk. A         | 2.     | 12 | 5.  |                                                                  | 5.       | Finále      |
| 1982/1983                    | 1. ČNHL – sk. B         | 2.     | 12 | 11. |                                                                  | 11.      | sk. o udr.  |
| 1983/1984                    | 2. ČNHL – sk. A         | 3.     | 8  | 1.  |                                                                  | 1.       | Finále      |
| 1984/1985                    | 2. ČNHL – sk. A         | 3.     | 8  | 1.  |                                                                  | 1.       | Finále      |
| 1985/1986                    | 1. ČNHL                 | 2.     | 12 | 12. |                                                                  | 12.      | Sestup      |
| 1986/1987                    | 2. ČNHL – sk. A         | 3.     | 8  | 1.  |                                                                  | 1.       | Finále      |
| 1987/1988                    | 2. ČNHL – sk. B         | 3.     | 8  | 2.  |                                                                  | 2.       |             |
| 1988/1989                    | 2. ČNHL – sk. B         | 3.     | 8  | 5.  |                                                                  | 5.       |             |
| 1989/1990                    | 2. ČNHL – sk. B         | 3.     | 8  | 2.  |                                                                  | 2.       | Kvalifikace |
| 1990/1991                    | 2. ČNHL – sk. B         | 3.     | 10 | 3.  |                                                                  | 3.       | Semifinále  |
| 1991/1992                    | 2. ČNHL – sk. C         | 3.     | 8  | 4.  |                                                                  | 4.       |             |
| 1992/1993                    | 2. ČNHL – sk. C         | 3.     | 8  | 5.  |                                                                  | 5.       |             |
| Česko (1993 – )              |                         |        |    |     |                                                                  |          |             |
| Ročník                       | Soutěž                  | Úroveň | PK | ZČ  | Play-off                                                         | Cel. um. | Pozn.       |
| 1993/1994                    | 2. liga – sk. Západ     | 3.     | 16 | 4.  | Ne                                                               | 4.       |             |
| 1994/1995                    | 2. liga – sk. Západ     | 3.     | 16 | 2.  | Ne                                                               | 2.       | Baráž       |
| 1995/1996                    | 1. liga                 | 2.     | 14 | 13. | Ne                                                               | 13.      | Baráž       |
| 1996/1997                    | 1. liga                 | 2.     | 14 | 9.  | Ne                                                               | 9.       |             |
| 1997/1998                    | 1. liga                 | 2.     | 14 | 2.  | Ne                                                               | 2.       |             |
| 1998/1999                    | 1. liga                 | 2.     | 14 | 11. | Ne                                                               | 11.      |             |
| 1999/2000                    | 1. liga                 | 2.     | 14 | 11. | Ne                                                               | 9.       | sk. o udr.  |
| 2000/2001                    | 1. liga                 | 2.     | 14 | 2.  | Finále (prohra 0:3 na zápasy s KLH Chomutov)                     | 2.       |             |
| 2001/2002                    | 1. liga                 | 2.     | 14 | 1.  | Finále (výhra 3:1 na zápasy nad HC Dukla Jihlava)                | 1.       | Baráž       |
| 2002/2003                    | Extraliga               | 1.     | 14 | 12. | Ne                                                               | 12.      |             |
| 2003/2004                    | Extraliga               | 1.     | 14 | 11. | Ne                                                               | 11.      |             |
| 2004/2005                    | Extraliga               | 1.     | 14 | 5.  | Semifinále (prohra 1:4 na zápasy s HC Moeller Pardubice)         | 3.       |             |
| 2005/2006                    | Extraliga               | 1.     | 14 | 1.  | Čtvrtfinále (prohra 1:4 na zápasy s HC České Budějovice)         | 5.       |             |
| 2006/2007                    | Extraliga               | 1.     | 14 | 1.  | Semifinále (prohra 1:4 na zápasy s HC Sparta Praha)              | 3.       |             |
| 2007/2008                    | Extraliga               | 1.     | 14 | 3.  | Semifinále (prohra 3:4 na zápasy s HC Slavia Praha)              | 4.       |             |
| 2008/2009                    | Extraliga               | 1.     | 14 | 9.  | Předkolo (prohra 0:3 na zápasy s HC Vítkovice Steel)             | 9.       |             |
| 2009/2010                    | Extraliga               | 1.     | 14 | 8.  | Semifinále (prohra 0:4 na zápasy s HC Eaton Pardubice)           | 4.       |             |
| 2010/2011                    | Extraliga               | 1.     | 14 | 2.  | Čtvrtfinále (prohra 3:4 na zápasy s HC Slavia Praha)             | 5.       |             |
| 2011/2012                    | Extraliga               | 1.     | 14 | 4.  | Semifinále (prohra 2:4 na zápasy s HC ČSOB Pojišťovna Pardubice) | 4.       |             |
| 2012/2013                    | Extraliga               | 1.     | 14 | 13. | Ne                                                               | 14.      | Baráž       |
| 2013/2014                    | Extraliga               | 1.     | 14 | 9.  | Předkolo (prohra 0:3 na zápasy s HC Vítkovice Steel)             | 9.       |             |
| 2014/2015                    | Extraliga               | 1.     | 14 | 11. | Ne                                                               | 12.      | sk. o udr.  |
| 2015/2016                    | Extraliga               | 1.     | 14 | 1.  | Finále (výhra 4:2 na zápasy nad HC Sparta Praha)                 | 1.       |             |
| 2016/2017                    | Extraliga               | 1.     | 14 | 1.  | Finále (prohra 0:4 na zápasy s HC Kometa Brno)                   | 2.       |             |
| 2017/2018                    | Extraliga               | 1.     | 14 | 7.  | Čtvrtfinále (prohra 3:4 na zápasy s Mountfield HK)               | 7.       |             |
| 2018/2019                    | Extraliga               | 1.     | 14 | 1.  | Finále (prohra 2:4 na zápasy s HC Oceláři Třinec)                | 2.       |             |
| 2019/2020                    | Extraliga               | 1.     | 14 | 1.  | play-off zrušeno kvůli pandemii covidu-19                        | –        |             |
| 2020/2021                    | Extraliga               | 1.     | 14 | 4.  | Finále (prohra 1:4 na zápasy s HC Oceláři Třinec)                | 2.       |             |
| 2021/2022                    | Extraliga               | 1.     | 15 | 7.  | Čtvrtfinále (prohra 1:4 na zápasy s HC Sparta Praha)             | 7.       |             |
| 2022/2023                    | Extraliga               | 1.     | 14 | 5.  | Čtvrtfinále (prohra 1:4 na zápasy s Mountfield HK)               | 6.       |             |
| 2023/2024                    | Extraliga               | 1.     | 14 | 7.  | Čtvrtfinále (prohra 0:4 na zápasy s HC Sparta Praha)             | 7.       |             |
| 2024/2025                    | Extraliga               | 1.     | 14 | 11. | Předkolo (prohra 2:3 na zápasy s Banes Motor České Budějovice)   | 11.      |             |
| 2025/2026                    | Extraliga               | 1.     | 14 |     |                                                                  |          |             |

### Přehled kapitánů a trenérů v jednotlivých sezónách
| Sezóna    | Soutěž    | Kapitán                    | Trenéři | Soupiska |
| --------- | --------- | -------------------------- | --- | -------- |
| 1992/1993 | 2. ČNHL   | Libor Pěnkava              | |          |
| 1993/1994 | 2. liga   | Libor Pěnkava              | Ctibor Jech, Karel Ubry |          |
| 1994/1995 | 2. liga   | Libor Pěnkava              | Ctibor Jech, Karel Ubry |          |
| 1995/1996 | 1. liga   | Libor Pěnkava              | Ctibor Jech, Karel Ubry |          |
| 1996/1997 | 1. liga   | Jiří Peřina                | Pavel Soudský, Petr Buben |          |
| 1997/1998 | 1. liga   | Jiří Peřina                | Pavel Soudský, Petr Buben, Vladimír Čermák                                                                                           |          |
| 1998/1999 | 1. liga   |                            | František Vorlíček, Petr Buben, Vladimír Čermák - Zdeněk Vojta, Jaroslav Nedvěd                                                      |          |
| 1999/2000 | 1. liga   | Tomáš Vozka                | Zdeněk Vojta, Jaroslav Nedvěd, Vladimír Čermák                                                                                       |          |
| 2000/2001 | 1. liga   |                            | Zdeněk Vojta, Jaroslav Nedvěd | Zde      |
| 2001/2002 | 1. liga   | Aleš Vála                  | Josef Jandač, Jaroslav Nedvěd, Karel Dvořák                                                                                          | Zde      |
| 2002/2003 | Extraliga | Michal Straka              | Josef Jandač, Jaroslav Nedvěd, Karel Dvořák                                                                                          | Zde      |
| 2003/2004 | Extraliga | Václav Novák               | Josef Jandač, Jaroslav Nedvěd, Karel Dvořák - Josef Paleček, Karel Dvořák, Jaroslav Nedvěd                                           | Zde      |
| 2004/2005 | Extraliga | Václav Novák               | Josef Paleček, Karel Dvořák, Miroslav Kapoun                                                                                         | Zde      |
| 2005/2006 | Extraliga | Stanislav Procházka        | Josef Paleček, Karel Dvořák, Miroslav Kapoun                                                                                         | Zde      |
| 2006/2007 | Extraliga | Stanislav Procházka        | Josef Paleček, Vladimír Čermák, Miroslav Kapoun                                                                                      | Zde      |
| 2007/2008 | Extraliga | Stanislav Procházka        | Dušan Gregor, Vladimír Čermák, Miroslav Kapoun                                                                                       | Zde      |
| 2008/2009 | Extraliga | Jaroslav Modrý             | Dušan Gregor, Vladimír Čermák, Miroslav Kapoun - Filip Pešán, Jaroslav Nedvěd , Miroslav Kapoun                                      | Zde      |
| 2009/2010 | Extraliga | Petr Nedvěd                | Jiří Kalous, Filip Pešán, Miroslav Kapoun                                                                                            | Zde      |
| 2010/2011 | Extraliga | Petr Nedvěd                | Jiří Kalous, Filip Pešán, Miroslav Kapoun                                                                                            | Zde      |
| 2011/2012 | Extraliga | Petr Nedvěd                | Jiří Kalous, Filip Pešán, Miroslav Kapoun                                                                                            | Zde      |
| 2012/2013 | Extraliga | Petr Nedvěd                | Marian Jelínek, Filip Pešán, Miroslav Kapoun - Filip Pešán, Milan Černý, Miroslav Kapoun - Pavel Hynek, Milan Černý, Miroslav Kapoun | Zde      |
| 2013/2014 | Extraliga | Petr Nedvěd                | Pavel Hynek, Milan Černý, Martin Láska                                                                                               | Zde      |
| 2014/2015 | Extraliga | Jan Výtisk                 | Pavel Hynek, Milan Černý, Martin Láska - Rostislav Čada, Milan Černý, Martin Láska - Filip Pešán, Vladimír Čermák, Martin Láska      | Zde      |
| 2015/2016 | Extraliga | Jan Výtisk                 | Filip Pešán, Vladimír Čermák, Martin Láska                                                                                           | Zde      |
| 2016/2017 | Extraliga | Branko Radivojevič         | Filip Pešán, Karel Mlejnek, Martin Láska                                                                                             | Zde      |
| 2017/2018 | Extraliga | Martin Ševc                | Filip Pešán, Karel Mlejnek, Martin Láska                                                                                             | Zde      |
| 2018/2019 | Extraliga | Petr Jelínek               | Filip Pešán, Patrik Augusta, Martin Láska                                                                                            | Zde      |
| 2019/2020 | Extraliga | Petr Jelínek               | Patrik Augusta, Jiří Kudrna, Martin Láska                                                                                            | Zde      |
| 2020/2021 | Extraliga | Petr Jelínek               | Patrik Augusta, Jiří Kudrna, Martin Láska                                                                                            | Zde      |
| 2021/2022 | Extraliga | Petr Jelínek               | Patrik Augusta, Jiří Kudrna, Martin Láska                                                                                            | Zde      |
| 2022/2023 | Extraliga | Michal Bulíř               | Patrik Augusta, Jiří Kudrna, Valdemar Jiruš, Martin Láska                                                                            | Zde      |
| 2023/2024 | Extraliga | Michal Birner              | Filip Pešán, Jiří Kudrna, Boris Žabka, Martin Láska                                                                                  | Zde      |
| 2024/2025 | Extraliga | Tomáš Filippi, Radim Šimek | Filip Pešán, Jiří Kudrna, Boris Žabka, Martin Láska                                                                                  | Zde      |
| 2025/2026 | Extraliga |                            | Jiří Kudrna, David Kočí, Martin Láska                                                                                                | Zde      |

### Nejlepší hráči podle sezon
| 1999/2000 |
| 2000/2001 |
| 2001/2002 |
| 2002/2003 |
| 2003/2004 |
| 2004/2005 |
| 2005/2006 |
| 2006/2007 |
| 2007/2008 |
| 2008/2009 |
| 2009/2010 |
| 2010/2011 |
| 2011/2012 |
| 2012/2013 |
| 2013/2014 |
| 2014/2015 |
| 2015/2016 |
| 2016/2017 |
| 2017/2018 |
| 2018/2019 |
| 2019/2020 |
| 2020/2021 |
| 2021/2022 |
| 2022/2023 |
| 2023/2024 |
| 2024/2025 |

| Vítězslav Jankových         | 17 |
| Vítězslav Jankových         | 22 |
| Mojmír Musil                | 31 |
| Radoslav Kropáč             | 22 |
| Jan Plodek                  | 12 |
| Radim Vrbata                | 18 |
| Ľubomír Vaic                | 20 |
| Václav Pletka               | 20 |
| Leoš Čermák                 | 20 |
| Václav Pletka               | 17 |
| Milan Bartovič              | 20 |
| Jaroslav Kudrna             | 18 |
| Petr Nedvěd                 | 24 |
| Petr Nedvěd                 | 20 |
| Martin Bartek               | 28 |
| Tomáš Filippi               | 16 |
| Jakub Valský                | 20 |
| Petr Jelínek                | 17 |
| Martin Bakoš a Petr Jelínek | 14 |
| Marek Kvapil                | 25 |
| Libor Hudáček               | 31 |
| Radan Lenc                  | 19 |
| Tomáš Filippi               | 21 |
| Oscar Flynn                 | 22 |
| Jakub Rychlovský            | 26 |
| Oscar Flynn                 | 24 |

| Vítězslav Jankových | 16 |
| Valdemar Jiruš      | 25 |
| Vítězslav Jankových | 30 |
| Michal Straka       | 30 |
| Petr Vampola        | 17 |
| Radim Vrbata        | 21 |
| Ľubomír Vaic        | 32 |
| Leoš Čermák         | 14 |
| Lukáš Pabiška       | 12 |
| Pavel Kašpařík      | 23 |
| Petr Nedvěd         | 20 |
| Petr Nedvěd         | 41 |
| Petr Nedvěd         | 37 |
| Petr Nedvěd         | 33 |
| Petr Nedvěd         | 31 |
| Tomáš Filippi       | 24 |
| Petr Vampola        | 31 |
| Branko Radivojevič  | 24 |
| Martin Bakoš        | 26 |
| Marek Kvapil        | 32 |
| Michal Birner       | 41 |
| Michal Birner       | 31 |
| Michal Birner       | 22 |
| Adam Najman         | 29 |
| Tomáš Filippi       | 37 |
| Róbert Lantoši      | 31 |

| Vítězslav Jankových       | 33 |
| Mojmír Musil              | 40 |
| Mojmír Musil              | 54 |
| Michal Straka             | 40 |
| Pavel Kašpařík            | 28 |
| Radim Vrbata              | 39 |
| Ľubomír Vaic              | 52 |
| Leoš Čermák               | 29 |
| Leoš Čermák               | 29 |
| Pavel Kašpařík            | 39 |
| Petr Nedvěd               | 35 |
| Petr Nedvěd               | 55 |
| Petr Nedvěd               | 61 |
| Petr Nedvěd               | 53 |
| Petr Nedvěd               | 50 |
| Tomáš Filippi             | 40 |
| Petr Vampola              | 45 |
| Petr Jelínek              | 37 |
| Martin Bakoš              | 40 |
| Marek Kvapil              | 57 |
| Michal Birner             | 61 |
| Michal Birner             | 45 |
| Tomáš Filippi             | 40 |
| Oscar Flynn a Adam Najman | 38 |
| Tomáš Filippi             | 62 |
| Róbert Lantoši            | 42 |

| Vítězslav Jankových | 141 |
| Vítězslav Jankových | 91  |
| Angel Krstev        | 117 |
| Angel Krstev        | 187 |
| Pavel Kašpařík      | 89  |
| Stanislav Procházka | 100 |
| Angel Krstev        | 103 |
| Andrej Podkonický   | 140 |
| Boris Žabka         | 133 |
| Zdeněk Blatný       | 129 |
| Petr Nedvěd         | 94  |
| Andrej Podkonický   | 81  |
| David Štich         | 154 |
| Petr Nedvěd         | 151 |
| Petr Vampola        | 147 |
| Petr Jelínek        | 126 |
| Martin Ševc         | 136 |
| Martin Ševc         | 114 |
| Martin Ševc         | 106 |
| Petr Jelínek        | 78  |
| Petr Jelínek        | 95  |
| Jaroslav Vlach      | 70  |
| Jaroslav Vlach      | 81  |
| Petr Jelínek        | 69  |
| Tomáš Filippi       | 62  |
| Oscar Flynn         | 55  |

## Účast v mezinárodních pohárech
Zdroj: 
Legenda: SP - Spenglerův pohár, EHP - Evropský hokejový pohár, EHL - Evropská hokejová liga, SSix - Super six, IIHFSup - IIHF Superpohár, VC - Victoria Cup, HLMI - Hokejová liga mistrů IIHF, ET - European Trophy, HLM - Hokejová liga mistrů, KP - Kontinentální pohár
- KP 1998/1999 – 2. kolo, sk. N (4. místo)
- ET 2011 – Jižní divize (5. místo)
- ET 2012 – Východní divize (3. místo)
- ET 2013 – Východní divize (7. místo)
- HLM 2014/2015 – Základní skupina A (2. místo)
- HLM 2015/2016 – Osmifinále
- HLM 2016/2017 – Osmifinále
- HLM 2017/2018 – Semifinále
- HLM 2019/2020 – Základní skupina C (3. místo)

Turnaje pro zvané týmy
- Red Bulls Salute 2021 – 1. místo[8]

## Individuální trofeje
| Počet                                          | Hráč                 | Roky                  |
| ---------------------------------------------- | -------------------- | --------------------- |
| Vítěz kanadského bodování                      |                      |                       |
| 1                                              | Petr Nedvěd          | 2011/2012             |
| 1                                              | Tomáš Filippi        | 2023/2024             |
| Nejlepší střelec ligy                          |                      |                       |
| 1                                              | Jakub Rychlovský     | 2023/2024             |
| Nejlepší nahrávač                              |                      |                       |
| 1                                              | Petr Nedvěd          | 2011/2012             |
| Nejlepší brankář                               |                      |                       |
| 1                                              | Milan Hnilička       | 2004/2005             |
| 1                                              | Ján Lašák            | 2015/2016             |
| 1                                              | Roman Will           | 2018/2019             |
| 1                                              | Dominik Hrachovina   | 2019/2020             |
| 1                                              | Petr Kváča           | 2020/2021             |
| Nejlepší nováček                               |                      |                       |
| 1                                              | Dominik Lakatoš      | 2015/2016             |
| Nejproduktivnější obránce                      |                      |                       |
| 1                                              | Marek Trončinský     | 2011/2012             |
| 1                                              | Uvis Janis Balinskis | 2022/2023             |
| Nejlepší obránce                               |                      |                       |
| 1                                              | Lukáš Zíb            | 2006/2007             |
| 1                                              | Ladislav Šmíd        | 2018/2019             |
| 1                                              | Uvis Janis Balinskis | 2022/2023             |
| Hokejista sezóny                               |                      |                       |
| 1                                              | Petr Nedvěd          | 2011/2012             |
| Nejlepší hráč play off                         |                      |                       |
| 1                                              | Radim Šimek          | 2015/2016             |
| Nejproduktivnější hráč Tipsport ELH (play off) |                      |                       |
| 1                                              | Branko Radivojevič   | 2015/2016             |
| 1                                              | Michal Birner        | 2020/2021             |
| Nejlepší trenér                                |                      |                       |
| 2                                              | Filip Pešán          | 2015/2016 • 2016/2017 |
| 1                                              | Patrik Augusta       | 2019/2020             |

## Mistrovská sestava
| Titul | Sezóna    | Hráči |
| ----- | --------- | --- |
| 1.    | 2015/2016 | Brankáři: Ján Lašák • Marek Schwarz Obránci: Jan Výtisk • Lukáš Derner • Petr Ulrych • Jiří Říha • Michal Plutnar • Ondřej Vitásek • Radim Šimek • Martin Ševc • David Kajínek • Tomáš Mojžíš Útočníci: Petr Vampola • Adam Dlouhý • Michal Birner • Daniel Špaček • Vít Jonák • Petr Jelínek • Lukáš Krenželok • Dominik Lakatoš • Jaroslav Vlach • Dominik Hrníčko • Michal Řepík • Jakub Valský • Martin Bakoš • Michal Bulíř • Jan Stránský • Branko Radivojevič Trenéři: Filip Pešán • Vladimír Čermák • Martin Láska |